# Pauletta Pearson Washington
Pauletta Pearson Washington (ur. 28 września 1950) – amerykańska aktorka.
W 1970 była pierwszą czarnoskórą uczestniczką konkursu o tytuł miss Karoliny Północnej, w którym ostatecznie została drugą wicemiss.

## Życie prywatne
W 1983 Pearson wyszła za mąż za aktora Denzela Washingtona, którego poznała na planie filmu telewizyjnego Wilma. Para ma czwórkę dzieci: Johna Davida (ur. 28 lipca 1984), który był graczem drużyny futbolu amerykańskiego St. Louis Rams, Katię (ur. w listopadzie 1987), która ukończyła studia na Uniwersytecie Yale, oraz bliźnięta Olivię i Malcolma (nazwanego na cześć Malcolma X) (ur. 10 kwietnia 1991); Malcolm studiował na Uniwersytecie Pensylwanii. W 1995 roku Denzel i Pauletta odnowili przysięgi małżeńskie w obecności biskupa Desmonda Tutu, podczas wizyty w Republice Południowej Afryki.

## Filmografia
| Film      | Film                                            | Film                         | Film             |
| Rok       | Film                                            | Rola                         | Informacje       |
| --------- | ----------------------------------------------- | ---------------------------- | ---------------- |
| 1977      | Wilma                                           | Mae Faggs                    | film telewizyjny |
| 1981      | Purlie                                          | nieznana rola                | film telewizyjny |
| 1998      | Pokochać                                        | jedna z „trzydziestu kobiet” |                  |
| Telewizja |                                                 |                              |                  |
| Rok       | Tytuł                                           | Rola                         | Informacje       |
| 1995      | Happily Ever After: Fairy Tales for Every Child | nauczycielka                 | głos             |
| 2003–2004 | Egzamin z życia                                 | Terri Angelou                | rola epizodyczna |